# Seleção Cubana de Voleibol Masculino
A seleção cubana de voleibol masculino é uma equipe caribenha composta pelos melhores jogadores de voleibol de Cuba. A equipe é mantida pela Federação Cubana de Voleibol (em em castelhano:  Federación Cubana de Voleibol, FCV). Encontra-se na 12ª posição do ranking mundial da FIVB segundo dados de 14 de setembro de 2023.

## Histórico
A seleção cubana é a mais bem-sucedida da América do Norte, conseguindo sempre alcançar os melhores resultados no Campetonato NORECA. A nível mundial também é reconhecida como uma das mais tradicionais, embora seus resultados não sejam tão contínuos. Após sua medalha de bronze nas Olimpíadas de 1976, vive sua época de ouro na década de 1990, ganhando inúmeras medalhas na Liga Mundial, incluindo o ouro na Liga Mundial de 1998 e na Copa do Mundo de 2001.
Também foi vice-campeã do Campeonato Mundial duas vezes: em 1990, sendo derrotada pela Itália por 3 sets a 1; e em 2010, desta vez perdendo de 3 sets a 0 para a seleção brasileira.

### Primeiras competições
Seguindo a linha do primeiro critério da incursão do vôlei em Cuba, diz-se que no dia 28 de outubro, um torneio foi realizado pela primeira vez com a participação de quatro equipes, compostas por americanos residentes em Havana, funcionários da YMCA e alguns populares. Em 1931 foi criada a Liga Nacional, embora desde 1926 Cuba já estivesse competindo na esfera internacional, já que Cuba tinha representação no vôlei desde a fundação dos Jogos Esportivos Da América Central e do Caribe, realizados no México-1926.[carece de fontes?]

## Declínio do voleibol cubano
A queda do voleibol cubano, falando nacional e internacionalmente, é um dos mais tristes destinos do voleibol na história deste esporte. Com o início do século XXI, e um pouco antes, quando a Cortina de Ferro provocada pela Guerra Fria entre Oriente e Ocidente caiu, as fronteiras se abriram e os jogadores cubanos começaram a imigrar para o exterior para competir as diversas ligas ao redor do mundo. Mas, as velhas regras permaneceram em um novo tempo.
Desde o início dos anos 90 a história vários jogadores de voleibol fugiram da seleção cubana por ocasião de eventos internacionais, para escapar do jugo do regime: no início era El Diablo Joel Despaigne, depois seguem Aguero, Mirka Francia, Osvaldo e Iosvany Hernandez, Leonel Marshall até Osmany Juantorena. Apenas alguns nomes para refazer vinte anos de fugas em busca de fama e salários europeus.

### Diáspora
Os jogadores cubanos não precisavam mais desertar (alguns ainda continuavam), mas não podiam jogar pela seleção nacional se fossem para o exterior. Devido à má situação financeira do país, os jogadores cubanos estavam dispostos a renunciar definitivamente à seleção nacional para disputar fortes campeonatos europeus e outros, condição imposta pela Federação Cubana de Voleibol, e até obter a cidadania de outros países e jogar por suas seleções.
Com um sucesso ascendente à seleção de Cuba chegou a ser vice-campeã Mundial em 2010, quando perdeu para o Brasil, contudo seus melhores jogadores decidiram se afastar da seleção, entre eles Yoandy Leal, Wilfredo León, e Robertlandy Simón.
Após dois anos Leal decidiu deixar o seu país, porque o governo local não permite que atletas da seleção atuem em clubes de fora. Assim Leal foi contratado pelo Sada Cruzeiro, de Belo Horizonte.
Simon jogou pela última vez com sua seleção nacional em 10 de outubro de 2010, em Roma, na final do Campeonato Mundial de 2010, perdendo o título para a seleção brasileira após derrota por 3 sets a 0. Em dezembro de 2011, ele se despediu de Cuba e foi para a Itália, onde reapareceu no início de 2012. A pausa de dois anos terminou em outubro de 2012, em um domingo em Cuneo, Simon retornou oficialmente como jogador de voleibol mais de 25 meses depois da última vez, dessa vez pelo time do Piacenza.
No ano de 2013, Leon deixou Cuba para jogar no clube russo Zenit Kazan em 2014.

### Acordo de reconciliação
Após a diáspora, os resultados da seleção cubana caíram e devido as regras alguns jogadores se naturalizaram (Leal, León e Juantorena) e passaram a defender outras seleções. Isso foi fundamental para que a Federação Cubana reconsiderasse a situação.
A Federação Cubana divulgou uma nota oficial em 30 de maio de 2019, onde confirmou reunião com jogadores dispostos a voltarem pra seleção. Participaram da reunião, em Havana, Robertlandy Simon, o oposto Michael Sánchez e o levantador Raydel Hierrezuelo
Após a volta dos jogadores que atuam fora de Cuba, o time se fez forte mais uma vez. E em 2022 conquistou três títulos: Norceca Final Four, a Challenger Cup e a Copa Pan-Americana.

## Resultados obtidos nas principais competições

### Jogos Olímpicos
| Ano  | Sede           | Classificação |
| ---- | -------------- | ------------- |
| 1972 | Munique        | 10º           |
| 1976 | Montreal       | 3º            |
| 1980 | Moscou         | 7º            |
| 1992 | Barcelona      | 4º            |
| 1996 | Atlanta        | 6º            |
| 2000 | Sydney         | 7º            |
| 2016 | Rio de Janeiro | 11º           |

### Campeonato Mundial
| Ano  | Sede                | Classificação |
| ---- | ------------------- | ------------- |
| 1952 | União Soviética     | 17º           |
| 1956 | França              | 19º           |
| 1966 | Tchecoslováquia     | 17º           |
| 1970 | Bulgária            | 13º           |
| 1974 | México              | 8º            |
| 1978 | Itália              | 3º            |
| 1982 | Argentina           | 10º           |
| 1986 | França              | 5º            |
| 1990 | Brasil              | 2º            |
| 1994 | Grécia              | 4º            |
| 1998 | Japão               | 3º            |
| 2002 | Argentina           | 19º           |
| 2006 | Japão               | 15º           |
| 2010 | Itália              | 2º            |
| 2018 | Bulgária / Itália   | 18º           |
| 2022 | Eslovênia / Polónia | 14º           |

### Copa do Mundo
| Ano  | Sede              | Classificação |
| ---- | ----------------- | ------------- |
| 1969 | Alemanha Oriental | 9º            |
| 1977 | Japão             | 3º            |
| 1981 | Japão             | 2º            |
| 1989 | Japão             | 1º            |
| 1991 | Japão             | 2º            |
| 1995 | Japão             | 6º            |
| 1999 | Japão             | 2º            |
| 2011 | Japão             | 5º            |

### Copa dos Campeões
| Ano  | Sede  | Classificação |
| ---- | ----- | ------------- |
| 1993 | Japão | 3º            |
| 1997 | Japão | 3º            |
| 2001 | Japão | 1º            |
| 2009 | Japão | 2º            |

### Liga das Nações
| Ano  | Sede   | Classificação |
| ---- | ------ | ------------- |
| 2023 | Gdansk | 13º           |
| 2024 | Łódź   | 9º            |
| 2025 | Ningbo | 7°            |

### Challenger Cup
| Ano  | Sede | Classificação |
| ---- | ---- | ------------- |
| 2022 | Seul | 1º            |

### Liga Mundial
| Ano  | Sede                  | Classificação |
| ---- | --------------------- | ------------- |
| 1991 | Milão                 | 2º            |
| 1992 | Gênova                | 2º            |
| 1993 | São Paulo             | 4º            |
| 1994 | Milão                 | 2º            |
| 1995 | Rio de Janeiro        | 3º            |
| 1996 | Roterdã               | 4º            |
| 1997 | Moscou                | 2º            |
| 1998 | Milão                 | 1º            |
| 1999 | Mar del Plata         | 2º            |
| 2000 | Roterdã               | 8º            |
| 2001 | Katowice              | 5º            |
| 2002 | Belo Horizonte–Recife | 13º           |
| 2003 | Madri                 | 13º           |
| 2004 | Roma                  | 7º            |
| 2005 | Belgrado              | 3º            |
| 2006 | Moscou                | 7º            |
| 2007 | Katowice              | 7º            |
| 2008 | Rio de Janeiro        | 10º           |
| 2009 | Belgrado              | 4º            |
| 2010 | Córdova               | 4º            |
| 2011 | Gdańsk–Sopot          | 8º            |
| 2012 | Sófia                 | 3º            |
| 2013 | Mar del Plata         | 13º           |
| 2014 | Florença              | 21º           |
| 2015 | Rio de Janeiro        | 18º           |
| 2016 | Cracóvia              | 22º           |

### Campeonato NORCECA
| Ano  | Sede                       | Classificação |
| ---- | -------------------------- | ------------- |
| 1969 | Cidade do México           | 1º            |
| 1971 | Havana                     | 1º            |
| 1973 | Tijuana                    | 2º            |
| 1975 | Los Angeles                | 1º            |
| 1977 | Santo Domingo              | 1º            |
| 1979 | Havana                     | 1º            |
| 1981 | Cidade do México           | 1º            |
| 1983 | Indianápolis               | 3º            |
| 1985 | Santiago de los Caballeros | 2º            |
| 1987 | Havana                     | 1º            |
| 1989 | San Juan                   | 1º            |
| 1991 | Regina                     | 1º            |
| 1993 | Nova Orleães               | 1º            |
| 1995 | Edmonton                   | 1º            |
| 1997 | San Juan                   | 1º            |
| 1999 | Monterrey                  | 2º            |
| 2001 | Bridgetown                 | 1º            |
| 2003 | Culiacán                   | 3º            |
| 2005 | Winnipeg                   | 2º            |
| 2007 | Anaheim                    | 3º            |
| 2009 | Bayamón                    | 1º            |
| 2011 | Mayagüez                   | 1º            |
| 2013 | Langley                    | 3º            |
| 2015 | Córdoba                    | 2º            |
| 2019 | Winnipeg                   | 1º            |
| 2021 | Victoria de Durango        | 4º            |
| 2023 | Charleston                 | 3º            |

### Copa América
| Ano  | Sede                  | Classificação |
| ---- | --------------------- | ------------- |
| 1998 | Mar del Plata         | 3º            |
| 1999 | Tampa                 | 4º            |
| 2000 | São Bernardo do Campo | 1º            |
| 2001 | Buenos Aires          | 2º            |
| 2005 | São Leopoldo          | 3º            |
| 2007 | Manaus                | 3º            |
| 2008 | Cuiabá                | 1º            |

### Copa Pan-Americana
| Ano  | Sede             | Classificação |
| ---- | ---------------- | ------------- |
| 2006 | Tijuana–Mexicali | 5º            |
| 2007 | Santo Domingo    | 3º            |
| 2014 | Tijuana          | 1º            |
| 2016 | Cidade do México | 1º            |
| 2017 | Gatineau         | 3º            |
| 2018 | Córdoba          | 3º            |
| 2019 | Cidade de Colima | 1º            |
| 2022 | Gatineau         | 1º            |
| 2023 | Guadalajara      | 8º            |

### Jogos Pan-Americanos
| Ano  | Sede             | Classificação |
| ---- | ---------------- | ------------- |
| 1959 | Chicago          | 7º            |
| 1967 | Winnipeg         | 3º            |
| 1971 | Cáli             | 1º            |
| 1975 | Cidade do México | 1º            |
| 1979 | San Juan         | 1º            |
| 1983 | Caracas          | 2º            |
| 1987 | Indianápolis     | 2º            |
| 1991 | Havana           | 1º            |
| 1995 | Mar del Plata    | 3º            |
| 1999 | Winnipeg         | 1º            |
| 2003 | Santo Domingo    | 2º            |
| 2007 | Rio de Janeiro   | 3º            |
| 2011 | Guadalajara      | 2º            |
| 2015 | Toronto          | 5º            |
| 2019 | Lima             | 2º            |
| 2023 | Santiago         | 3º            |

### Copa dos Campeões da NORCECA
| Ano  | Sede             | Classificação |
| ---- | ---------------- | ------------- |
| 2015 | Detroit          | 3º            |
| 2019 | Colorado Springs | 1º            |

### World Top Four
| Ano  | Sede  | Classificação |
| ---- | ----- | ------------- |
| 1990 | Japão | 3º            |

## Medalhas
| Evento                       | Ouro | Prata | Bronze | Total |
| ---------------------------- | ---- | ----- | ------ | ----- |
| Jogos Olímpicos              | 0    | 0     | 1      | 1     |
| Campeonato Mundial           | 0    | 2     | 2      | 4     |
| Copa do Mundo                | 1    | 3     | 1      | 5     |
| Copa dos Campeões            | 1    | 1     | 2      | 4     |
| Liga Mundial                 | 1    | 5     | 3      | 9     |
| Liga das Nações              | 0    | 0     | 0      | 0     |
| Jogos Pan-Americanos         | 5    | 5     | 4      | 14    |
| Copa Pan-Americana           | 3    | 0     | 3      | 6     |
| Campeonato NORCECA           | 16   | 5     | 5      | 26    |
| Copa América                 | 2    | 1     | 3      | 6     |
| Copa dos Campeões da NORCECA | 1    | 0     | 1      | 2     |
| Total                        | 30   | 22    | 25     | 77    |

## Elenco atual
Última convocação realizada para a disputa do Campeonato Mundial de 2022.
Técnico:  Nicolas Vives
| N.º | Nome                   | Nascimento | Altura  | Peso   | Ataque  | Bloqueio | Posição    | Clube                          |
| --- | ---------------------- | ---------- | ------- | ------ | ------- | -------- | ---------- | ------------------------------ |
| 2   | Osniel Melgarejo       | 18/12/1997 | 1.97 cm | 93 kg  | 3.63 cm | 3.46 cm  | Ponta      | Allianz Milano                 |
| 4   | Michael Sánchez        | 5/06/1986  | 2.06 cm | 100 kg | 3.65 cm | 3.40 cm  | Oposto     | Farma Conde/São José           |
| 5   | Javier Concepción      | 27/12/1997 | 2.00 cm | 84 kg  | 3.56 cm | 3.50 cm  | Central    | Stade Poitevin Poitiers        |
| 7   | Yonder García          | 26/02/1996 | 1.83 cm | 78 kg  | 3.25 cm | 3.20 cm  | Líbero     | La Habana                      |
| 9   | Liván Osoria           | 05/02/1994 | 2.01 cm | 96 kg  | 3.45 cm | 3.25 cm  | Central    | AS Cannes                      |
| 10  | Miguel David Gutiérrez | 21/2/1997  | 1.99 cm | 96 kg  | 3.63 cm | 3.35 cm  | Oposto     | Volley Prata                   |
| 11  | Lyvan Taboada          | 04/10/1998 | 1.91 cm | 75 kg  | 3.43 cm | 3.27 cm  | Levantador | CS Știința Explorări Baia Mare |
| 12  | Jesús Herrera          | 4/4/1995   | 1.96 cm | 89 kg  | 3.55 cm | 3.40 cm  | Oposto     | Sir Safety Susa Perugia        |
| 13  | Robertlandy Simón      | 11/06/1987 | 2.08 cm | 114 kg | 3.87 cm | 3.50 cm  | Central    | Gas Sales Bluenergy Piacenza   |
| 14  | Adrián Goide           | 26/06/1998 | 1.92 cm | 92 kg  | 3.44 cm | 3.40 cm  | Levantador | Brasília Vôlei                 |
| 18  | Miguel López           | 25/3/1997  | 1.90 cm | 85 kg  | 3.63 cm | 3.45 cm  | Ponta      | Sada Cruzeiro                  |
| 22  | José Miguel Gutiérrez  | 27/10/2001 | 1.94 cm | 80 kg  | 3.50 cm | 3.35 cm  | Ponta      | Chaumont Volley-Ball 52        |
| 23  | Marlon Yant Herrera    | 23/5/2001  | 2.04 cm | 100 kg | 3.70 cm | 3.45 cm  | Ponta      | Cucine Lube Civitanova         |
| 24  | Alain Gourguet Salas   | 28/12/1993 | 1.89 cm | 84 kg  | 3.35 cm | 3.35 cm  | Líbero     | —                              |